# Акпобори, Джонатан
Джонатан Акпобори (англ. Jonathan Akpoborie; родился 20 октября 1968 года в Лагосе, Нигерия) — нигерийский футболист, бывший нападающий известный по выступлениям за «Штутгарт» и сборной Нигерии.

## Клубная карьера
Акпобори начал карьеру на родине в клубе «Юлиус Бергер». Летом 1987 года он поступил в Бруклинский колледж в США и во время обучения выступал за команду учебного заведения. После окончания обучения Джонатан переехал в Европу, где подписал соглашение с немецким клубом «Саарбрюккен». 27 февраля 1990 году в матче против «Шальке-04» он дебютировал за команду. Летом 1992 года Акпобори перешёл в «Карл Цейс». Несмотря на высокую результативность — 17 голов за сезон, Джонатан не смог помочь клубу выйти в Бундеслигу.
В 1994 году Акпобори перешёл в «Штутгартер Кикерс». По окончании сезона Джонатан стал лучшим бомбардиром команды забив в 32 встречах 37 мячей. После этого он недолго поиграл за «Вальдхоф», забивая в каждом втором матче.
В начале 1996 года Акпобори перешёл в «Ганзу». 24 февраля в матче против дортмундской «Боруссии» он дебютировал в Бундеслиге. В этом же поединке Джонатан забил свой первый гол за новый клуб. В своём первом сезоне он помог клубу занять шестое место, что является самым высоким достижением в иго истории. В сезоне 1996/1997 Акпобори забил 14 мячей и спас команду от вылета. Летом 1997 года он перешёл в «Штутгарт». В первом сезоне он с 10 мячами стал третьим бомбардиром команды после Фреди Бобича и Красимира Балакова. В том же году он помог команде выйти в финал Кубка кубков, забив в полуфинальном противостоянии с московским «Локомотивом» решающий гол. В следующем сезоне Джонатан стал лучшим снайпером команды с 11 голами. Он сделал два хет-трика в ворота «Бохума» и «Гамбурга», но команда не смогла подняться выше 11 места.
Летом 1999 года Акпобори перешёл в «Вольфсбург». В первом же сезоне он стал лучшим бомбардиром команды забив на один гол больше, чем его партнёр по атаке Анджей Юсковяк. В следующем сезоне Джонатан получил травму, но несмотря на это смог 8 раз поразить ворота соперников. В 2001 году Акпобори вернулся в «Саарбрюккен», где и завершил карьеру по окончании сезона.

## Международная карьера
В 1985 году Акпобори в составе юношеской сборной Нигерии (до 16) принял участие в юношеском чемпионате мира в Китае. На турнире он сыграл в трёх матчах, забил 1 гол и завоевал золотую медаль.
В 1992 году в составе сборной Нигерии Джонатан поехал на Кубок африканских наций в Сенегал. На турнире он был запасным и не сыграл ни минуты, но несмотря на это он стал обладателем бронзовой медали. 17 июня 1995 года в матче против сборной Колумбии он дебютировал за национальную сборную. 24 июня того же года в поединке против сборной Мексики Акпобори забил свой первый гол за команду. В 1996 году он был включен в расширенный список кандидатом на поездку в Атланту на Олимпийские игры, но был исключен из заявки. Та же ситуация повторилась и в 1998 году перед поездкой на чемпионат мира во Францию.
В 2000 году Джонатан во второй раз принял участие в Кубке африканских наций. В первом матче он получил травму и остальной турнир смотрел с трибуны. Несмотря на это получил серебряную медаль.

## Достижения
Международные
 Нигерия
- Кубок африканских наций — 2000
- Кубок африканских наций — 1992